# Kostel svatého Jindřicha (Woluwé-Saint-Lambert)
Kostel svatého Jindřicha (francouzsky Église Saint-Henri, nizozemsky Sint-Hendrikskerk) je novogotický kostel, který se nachází v severovýchodní části belgické metropole Bruselu. Jeho adresa je Parvis St. Henri, 1200 Woluwe-Saint-Lambert.
Kostel byl zbudován na začátku 20. století. Obec Woluwé-Saint-Lambert se prudce rozvíjela jako předměstí belgické metropole. Od roku 1901 měla svojí vlastní farnost a vznikla zde i farní škola. V roce 1908 byla zahájena stavba kostela, který vznikl podle návrhu architekta Juliena Walckierse. Kostel vznikl podle dominikánského kláštera v Gentu. Zasvěcen je sv. Jindřichovi, císaři Svaté říše římské z 11. století. Jeho výstavba byla dokončena roku 1911.
Od roku 2004 je památkově chráněn.